# Ingelstorps församling
Ingelstorps församling var en församling i Lunds stift och i Ystads kommun. Församlingen uppgick 2002 i Löderups församling.

## Administrativ historik
Församlingen har medeltida ursprung. 
Församlingen var till 1962 moderförsamling i pastoratet Ingelstorp och Valleberga. Från 1962 till 1972 var församlingen annexförsamling i pastoratet Glemminge, Tosterup, Bollerup, Ingelstorp och Övraby. Från 1972 till 2002 var den annexförsamling i pastoratet Löderup, Hörup, Valleberga, Glemminge och Ingelstorp. Församlingen uppgick 2002 i Löderups församling.

## Kyrkor
- Ingelstorps kyrka